# Zidisha
Zidisha es una organización sin ánimo de lucro de microfinanza establecida en 2009, poniendo directamente en relación prestamistas y prestatarios sin pasar por una estructura intermediaria y proponiendo un coste total del crédito sensiblemente más bajo que la mayoría de las otras estructuras de microfinanza, (del orden del 5 %). El nombre de la organización viene del suajili -zidisha ([zi.ɗi.ʃɑ], crecer, extenderse). La organización está basada en Sterling, en Virginia (Estados Unidos). 
Zidisha ha hecho evolucionar repetidamente su modelo para responder a problemas de fraudes y de incumplimientos de los prestatarios. En la versión actual, los prestatarios pagan cuotas de inscripción (que están echados en un fondo de reserva que sirve a indemnizar los prestamistas en caso de incumplimiento del prestatario), y cuotas de servicio (5 % del préstamo) para cada préstamo. Los créanciers no tocan  intereses. Los préstamos y los reembolsos están echados en dólares estadounidenses y los prestatarios asumen el riesgo de cambia.
En abril de 2017, la organización había prestado al total cerca de 9,5 millones de dólares - 4,32 durante los doce últimos meses, al 90 % para proyectos sitos en Kenia (2,21 M$) y en Ghana (1,67 M$).